# AXN Spin
AXN Spin – stacja telewizyjna będąca własnością medialnego skrzydła (Sony Pictures Television International) japońskiego koncernu Sony, adresowana do młodzieży.
Poza anteną telewizyjną, kanał udostępnia również część swoich seriali  za darmo w serwisie internetowym.

## Historia
Kanał rozpoczął emisję 11 stycznia 2012, a jego oficjalna ramówka – 6 lutego 2012, wraz ze stroną internetową stacji. 1 lutego 2012 kanał dołączył do Cyfrowego Polsatu (wersja HD). Od 1 czerwca 2012 dołączył do oferty telewizji cyfrowej sieci UPC Polska w pakiecie Max HD (wersja HDTV). Kanał jest również dostępny na platformie Platforma Canal+ i w sieci Toya.

## Dostępność
- Cyfrowy Polsat - pozycja 140 (HD)
- Platforma Canal+ - pozycja 293 (HD)

## Oferta programowa

### Programy rozrywkowe
- American Idol
- Criss Angel MindFreak
- Islanders - Sziget 2011
- Japońska Szkoła Przetrwania
- Ranking Niezniszczalnych
- Zdążyć przed śmiercią

### Seriale
- Agenci NCIS
- Anatomia prawdy
- Doktor Who
- Druga Szansa
- Kamen Rider: Dragon Knight
- Largo
- Look
- Nikita
- Ponad falą
- Power Rangers
- Przygody Merlina
- Siły pierwotne
- Słodkie kłamstewka
- Statek (serial telewizyjny)
- Tajemnice Smallville
- Teen Wolf: Nastoletni wilkołak
- The River
- Trinity
- Wzór
- Zagubiona przyszłość
- Zakochana złośnica

### Seriale animowane
- Afro Samuraj
- Amerykański tata
- Beyblade
- Blade - Wieczny łowca
- Bleach
- Cowboy Bebop
- Death Note
- D.Gray-man
- Deltora Quest
- Dragon Ball GT
- Dragon Ball Z Kai
- Dragon Ball Super
- Fairy Tail
- Fullmetal Alchemist: Brotherhood
- Ghost in the Shell: Stand Alone Complex
- Gwiezdne wojny: Wojny klonów
- IGPX
- Inazuma Eleven
- Iron Man
- Jewelpet
- Kilari
- Król szamanów
- Lovely Complex
- Love Live! School Idol Project
- Love Live! Sunshine!!
- Nana
- Naruto
- Nodame Cantabile
- Robot Chicken
- Shinkansen Henkei Robo Shinkalion (Robot Shinkalion)
- Slayers Revolution
- Shugo Chara!
- Sonic X
- Soul Eater
- Sword Art Online
- The Boondocks
- Wolverine
- X-Men
- Yu-Gi-Oh! 5D's
- Yu-Gi-Oh! Arc-V
- Yu-Gi-Oh! VRAINS
- Yu-Gi-Oh! Zexal

### Filmy animowane
- Emotki. Film

## Odbiór kanału

### Satelita
Dane techniczne przekazu cyfrowego z satelity HotBird 9:
| Satelita      | EUTELSAT Hot Bird 9          |
| Pozycja       | 13°E                         |
| Transponder   | 400                          |
| Częstotliwość | 11278,000 MHz                |
| Polaryzacja   | V                            |
| Symbol Rate   | 27500 Ms/s                   |
| FEC           | 3/4                          |
| Kodowanie     | Mediaguard 4 & Nagravision 3 |